# Ruth Alicia López Guisao
Ruth Alicia López Guisao (Dabeiba, Antioquia, 1982-Medellín, 2017) fue una líder comunitaria que desarrolló iniciativas de soberanía alimentaria en el Departamento del Chocó. Junto a su familia fue una de las sobrevivientes al exterminio del partido político colombiano de izquierda Unión Patriótica-UP. Destacada vocera en la Cumbre Agraria, Campesina, Étnica y Popular de 2016 en ese Departamento. Trabajó con jóvenes y mujeres de la misma región y participó en la Junta de Acción Comunal y grupos juveniles del barrio Olaya Herrera de Medellín, donde fue asesinada en marzo de 2017.

## Biografía
Ruth Alicia creció en una familia campesina, proveniente de Dabeiba, Antioquia. Sus padres militaron en la Unión Patriótica-UP por varios años. En 1991, el exterminio de los grupos paramilitares y miembros de la fuerza pública a los integrantes de la UP, obligó a la familia a desplazarse de Apartadó a la ciudad de Medellín y residir en el barrio Olaya Herrera.
Junto a su familia, Ruth Alicia lideró iniciativas comunitarias de educación y salud en la Comuna 13 de Medellín hasta el año 2002; cuando en medio de la intervención militar denominada “Operación Mariscal”, fue golpeada y detenida ilegalmente por supuestos vínculos con las milicias urbanas que operaban en la comuna. Estuvo un año presa en la cárcel y fue puesta en libertad tras la defensa jurídica que realizó la Corporación Jurídica Libertad, logrando demostrar que la lideresa no había pertenecido a los Comandos Armados del Pueblo-CAP-.
Posteriormente la familia se desplazó al departamento del Chocó y la lideresa se convirtió en dinamizadora del proyecto Cumbre Agraria para la consolidación de la soberanía alimentaria de doce comunidades afrodescendientes e indígenas habitantes de los Municipios de Sipí y Medio San Juan del Chocó. También integró la Asociación Agroecológica Interétnica e Intercultural- Asokinchas- en Istmina, Chocó.

## Asesinato
En marzo de 2017, la lideresa se encontraba en el barrio Olaya Herrera de la ciudad de Medellín, coordinando asuntos de logística de la Cumbre Agraria y la Organización Congreso de los Pueblos. En la mañana del jueves 2 de marzo de 2017, dos hombres ingresaron a un establecimiento público del barrio Olaya y le dispararon ocho veces por la espalda, causándole la muerte. El asesinato de Ruth Alicia López Guisao causó revuelo nacional en las organizaciones sociales puesto que era promotora del proceso de paz y fue la primera lideresa social asesinada en la ciudad desde la firma del Acuerdo de Paz.
Se inició una investigación judicial y dos años después, el 27 de febrero de 2019, el Juzgado 4 Penal del Circuito de Medellín condenó a Santiago Uribe Uribe, alias “Macario”, a 40 años y 1 mes de prisión por el homicidio de Ruth Alicia y le imputó los cargos de homicidios agravado y porte ilegal de armas de fuego agravado. La fiscalía logró demostrar que Santiago Uribe ingresó al lugar cubriendo su rostro con una pasamontañas, disparó varias veces contra la líder y escapó.